# 크루세이더 작전
크루세이더 작전(Operation Crusader)은 1941년 11월 18일부터 1941년 12월 30일까지 제2차 세계 대전의 서부 사막 전역에서 일어난 영국군의 군사 작전으로 이집트, 리비아에서 진행되었다.
1940년 9월 이탈리아군은 리비아 동쪽에 위치한 이집트를 침공했지만 1940년 12월 9일에 영국군이 컴퍼스 작전을 진행하면서 키레나이카에서 철수했다. 이에 위기감을 느낀 나치 독일의 아돌프 히틀러는 1941년 2월 에르빈 롬멜을 총사령관으로 하는 아프리카 군단을 북아프리카에 파견했다. 반격을 개시한 롬멜은 이집트까지 진격했지만 투브루크를 함락시키지 못하고 영국군에게 포위된 형국이었다.
이에 영국군은 독일군을 격퇴하기 위해 2차례에 걸친 반격 작전을 실시했지만 모두 실패로 끝났다. 양측은 전력 강화를 도모하고 각각 공세 작전을 준비했지만 1941년 11월 18일에 영국군이 크루세이더 작전을 진행했다. 롬멜이 연합국 군대의 측면을 공격하면서 영국군은 한때 퇴각하기도 했다. 롬멜은 동쪽 국경 방면에서 장갑차 부대를 동원하여 영국군의 병참선을 섬멸하기도 했지만 연합국의 저항에 부딪히면서 독일군의 보급 상황도 악화되었다.
독일군은 투브루크 서쪽에 위치한 가잘라(Gazala)까지 후퇴했지만 영국군의 끈질긴 공격에 시달렸다. 독일군은 손해를 최소화하기 위해 엘 아게일라(El Agheila)까지 퇴각했다. 투브루크는 추축국 군대의 포위망에서 풀려나고 키레나이카는 영국군이 지배하게 되었다.